# Eirik Bakke
Eirik Bakke (Sogndal, 13 september 1977) is een voormalig Noors voetballer die geboren is het dorp Sogndal. Normaliter speelde hij als middenvelder. Zijn laatste club was Sogndal Fotball. Daar werd hij in 2015 aangesteld als hoofdcoach.

## Clubcarrière

### Sogndal Fotball
Eirik Bakke begon zijn professionele voetbalcarrière bij de kleine Noorse club Sogndal Fotball. Ondanks dat de Noor ook een fervent langlaufer was, bleek voetbal zijn eerste liefde in de sport te zijn. Op achtjarige leeftijd meldde Bakke zich voor het eerst bij een voetbalclub, Sogndal Fotball genaamd. Zijn vader had jaren geleden in het eerste team van dezelfde club gespeeld en ongeveer acht jaar na zijn komst bij Sogndal mocht ook Eirik deel uitmaken van de selectie van het eerste team. Zijn eerste seizoen bij de club als professional kwam hij weinig tot spelen, maar in de seizoenen die erop volgden zou hij uitgroeien tot een vaste waarde bij de tweedeklasser. Vanwege zijn goede spel bij Sogndal werd Bakke opgeroepen voor de jeugdteams van Noorwegen en in 1999 zelfs het hoofdteam van Noorwegen. Datzelfde jaar toonde de toenmalige Noorse kampioen Rosenborg interesse in Eirik Bakke. Desondanks vertrok hij niet naar Rosenborg, maar besloot hij naar een buitenlandse club te gaan. In totaal speelde Bakke 99 wedstrijden voor Sogndal en scoorde daarin 18 keer.

### Leeds United en Aston Villa
Voor aanvang van het seizoen 1999/2000 vertrok Eirik Bakke van Sogndal Fotball naar de Premier League. Daar kocht de toenmalige topclub Leeds United, dat het seizoen ervoor als vierde was geëindigd, hem voor £1.75 miljoen. Zijn debuut voor Leeds maakte Bakke als wisselspeler tegen Southampton FC. Op 25 september 1999 startte hij voor het eerst in de basis. Dit was in eigen huis tegen Newcastle United. Zijn eerste doelpunten voor Leeds scoorde Bakke tegen Port Vale in de FA Cup. Eirik Bakke maakte een bemoedigende start bij Leeds en kwam redelijk veel aan spelen toe, mede door een blessure van teamgenoot David Batty. Naarmate de tijd verstreek echter kwam de Noor steeds minder aan spelen toe. Dit kwam mede doordat hij in een mindere vorm verkeerde en hij vaak last had van blessures. Hij kon in 2004 dan ook niet voorkomen dat het "grote" Leeds uit de Premier League degradeerde en het seizoen erop zou moeten spelen in het Championship. Zelfs toen kwam hij echter niet vaak meer tot spelen en werd hij uitgeleend aan de eerste club van Birmingham, Aston Villa. Dit was in het jaar 2005. Voor Villa zou Bakke slechts 14 keer in actie komen, waarna hij weer terugkeerde naar Leeds. In 2006 werd duidelijk dat Bakke Leeds moest verlaten, ondanks dat hij dat liever niet wilde. Als reactie hierop besloot hij terug te keren naar zijn vaderland om daar voor een van de topclubs te spelen. Bakke kwam in totaal 143 keer in actie voor Leeds United en wist daarin acht maal het net te treffen.

### SK Brann
Na zijn vertrek bij Leeds United besloot Bakke terug te keren naar Noorwegen. Daar kwam hij terecht bij de belangrijkste club uit Bergen, SK Brann. Op 11 september 2006 maakte hij zijn debuut voor Brann in de wedstrijd tegen Stabæk. Daarin werd hij hard getackeld door een speler van de tegenpartij, wat zijn carrière had kunnen beëindigen. Hij kwam er echter bovenop. Hij was er een van de belangrijkste spelers. Met SK Brann won hij in 2007 het Noors kampioenschap, voor andere topclubs als Rosenborg en Vålerenga IF.

## Interlandcarrière
Bakke nam in 1998 met Jong Noorwegen deel aan de EK-eindronde U21 in Roemenië. Daar eindigde de ploeg onder leiding van bondscoach Nils Johan Semb op de derde plaats na een 2-0-overwinning in de troostfinale op Nederland.
Op 20 januari 1999 maakte Bakke zijn debuut voor het nationale A-elftal van Noorwegen, net als Bjørn Otto Bragstad (Rosenborg BK). Destijds was Bakke nog speler van Sogndal. In deze wedstrijd tegen Israël (0-1) kwam hij als wissel in het veld voor Egil Østenstad in de 80ste minuut. Sindsdien speelde hij nog 26 interlands, waarvan zijn laatste in 2005 tegen Zwitserland was. Daarna werd hij niet meer opgeroepen voor het nationale team.
| Interlands van Eirik Bakke voor Noorwegen | Interlands van Eirik Bakke voor Noorwegen | Interlands van Eirik Bakke voor Noorwegen | Interlands van Eirik Bakke voor Noorwegen | Interlands van Eirik Bakke voor Noorwegen | Interlands van Eirik Bakke voor Noorwegen |
| №                                         | Datum                                     | Wedstrijd                                 | Uitslag                                   | Competitie                                | Goals                                     |
| ----------------------------------------- | ----------------------------------------- | ----------------------------------------- | ----------------------------------------- | ----------------------------------------- | ----------------------------------------- |
| 1                                         | 20 Jan 1999                               | Israël – Noorwegen                        | 0–1                                       | Vriendschappelijk                         |                                           |
| 2                                         | 20 May 1999                               | Noorwegen – Jamaica                       | 6–0                                       | Vriendschappelijk                         |                                           |
| 3                                         | 23 Feb 2000                               | Turkije – Noorwegen                       | 0–2                                       | Vriendschappelijk                         |                                           |
| 4                                         | 27 May 2000                               | Noorwegen – Slowakije                     | 2–0                                       | Vriendschappelijk                         |                                           |
| 5                                         | 03 Jun 2000                               | Noorwegen – Italië                        | 1–0                                       | Vriendschappelijk                         |                                           |
| 6                                         | 13 Jun 2000                               | Spanje – Noorwegen                        | 0–1                                       | EK-eindronde                              |                                           |
| 7                                         | 18 Jun 2000                               | Noorwegen – Joegoslavië                   | 0–1                                       | EK-eindronde                              |                                           |
| 8                                         | 21 Jun 2000                               | Slovenië – Noorwegen                      | 0–0                                       | EK-eindronde                              |                                           |
| 9                                         | 07 Oct 2000                               | Wales – Noorwegen                         | 1–1                                       | WK-kwalificatie                           |                                           |
| 10                                        | 11 Oct 2000                               | Noorwegen – Oekraïne                      | 0–1                                       | WK-kwalificatie                           |                                           |
| 11                                        | 28 Feb 2001                               | Noord-Ierland – Noorwegen                 | 0–4                                       | Vriendschappelijk                         |                                           |
| 12                                        | 25 Apr 2001                               | Noorwegen – Bulgarije                     | 2–1                                       | Vriendschappelijk                         |                                           |
| 13                                        | 02 Jun 2001                               | Oekraïne – Noorwegen                      | 0–0                                       | WK-kwalificatie                           |                                           |
| 14                                        | 06 Jun 2001                               | Noorwegen – Wit-Rusland                   | 1–1                                       | WK-kwalificatie                           |                                           |
| 15                                        | 06 Oct 2001                               | Armenië – Noorwegen                       | 1–4                                       | WK-kwalificatie                           |                                           |
| 16                                        | 17 Apr 2002                               | Noorwegen – Zweden                        | 0–0                                       | Vriendschappelijk                         |                                           |
| 17                                        | 14 May 2002                               | Noorwegen – Japan                         | 3–0                                       | Vriendschappelijk                         |                                           |
| 18                                        | 21 Aug 2002                               | Noorwegen – Nederland                     | 0–1                                       | Vriendschappelijk                         |                                           |
| 19                                        | 07 Sep 2002                               | Noorwegen – Denemarken                    | 2–2                                       | EK-kwalificatie                           |                                           |
| 20                                        | 12 Oct 2002                               | Roemenië – Noorwegen                      | 0–1                                       | EK-kwalificatie                           |                                           |
| 21                                        | 16 Oct 2002                               | Noorwegen – Bosnië en Herzegovina         | 2–0                                       | EK-kwalificatie                           |                                           |
| 22                                        | 02 Apr 2003                               | Luxemburg – Noorwegen                     | 0–2                                       | EK-kwalificatie                           |                                           |
| 23                                        | 22 May 2003                               | Noorwegen – Finland                       | 2–0                                       | Vriendschappelijk                         |                                           |
| 24                                        | 07 Jun 2003                               | Denemarken – Noorwegen                    | 1–0                                       | EK-kwalificatie                           |                                           |
| 25                                        | 11 Jun 2003                               | Noorwegen – Roemenië                      | 1–1                                       | EK-kwalificatie                           |                                           |
| 26                                        | 17 Aug 2005                               | Noorwegen – Zwitserland                   | 0–2                                       | Vriendschappelijk                         |                                           |
| 27                                        | 26 Mar 2008                               | Montenegro – Noorwegen                    | 3–1                                       | Vriendschappelijk                         |                                           |

## Erelijst
- Halve finale UEFA Cup: 2000 (Leeds United)
- Halve finale Champions League: 2001 (Leeds United)
- Tippeligaen: 2007 (SK Brann)